# Pepper Pike, Ohio
Pepper Pike là một thành phố thuộc quận Cuyahoga, tiểu bang Ohio, Hoa Kỳ. Năm 2010, dân số của thành phố này là 5979 người.

## Dân số
- Dân số năm 2000: 6040 người.
- Dân số năm 2010: 5979 người.